# میخایلو استلماخ
میخایلو استلماخ (انگلیسی: Mykhailo Stelmakh؛ (۱۱) ۲۴ مه ۱۹۱۲ –  ۲۷ سپتامبر ۱۹۸۳) نمایشنامه‌نویس، شاعر، و سیاستمدار اهل اتحاد جماهیر شوروی سوسیالیستی بود.
وی همچنین برندهٔ جوایزی همچون جایزه لنین، نشان لنین، قهرمان کار سوسیالیست، نشان پرچم سرخ کار و نشان انقلاب اکتبر شده‌است.